# Ponte Vecchio
Il Ponte Vecchio è un ponte storico sul fiume Arno a Firenze. Il ponte collega via Por Santa Maria (angolo lungarno degli Acciaiuoli e lungarno degli Archibusieri) a via de' Guicciardini (angolo borgo San Jacopo e via de' Bardi).
La denominazione fu conferita a quello che era il più antico ponte fiorentino nel momento in cui fu costruito il ponte alla Carraia, detto allora "ponte Nuovo". Oltre il valore storico, il ponte nel tempo ha svolto un ruolo centrale nel sistema viario cittadino, a partire da quando un ponte più antico in questo punto (o in prossimità) collegava la Florentia romana con la via Cassia Nuova voluta dall'imperatore Adriano nel 123 d.C.
In epoca contemporanea, nonostante sia stato chiuso al traffico veicolare, il ponte è percorso da un notevole flusso pedonale generato sia dalla notorietà del luogo stesso che dal fatto che collega luoghi di elevato interesse turistico sulle due rive del fiume: piazza del Duomo, piazza della Signoria da una parte con l'area di palazzo Pitti e di Santo Spirito nell'Oltrarno.
Il ponte appare nell'elenco redatto nel 1901 dalla Direzione Generale delle Antichità e Belle Arti, quale edificio monumentale da considerare patrimonio artistico nazionale.

## Storia
In questo sito, più o meno, si trova il più antico attraversamento dell'Arno di Firenze, risalente probabilmente all'epoca romana, se non anteriore. Distrutto più volte dalle alluvioni, il ponte attuale risale al 1339-1345 circa, e fu per secoli la seconda struttura più antica a varcare il fiume in città, dopo il ponte di Rubaconte, anteriore di quasi un secolo. Tuttavia quest'ultimo, già pesantemente ricostruito nel XIX secolo, venne fatto saltare in aria nel 1944: da allora il ponte Vecchio è divenuto il più antico ponte cittadino.

### Preesistenze
Il primo attraversamento sull'Arno doveva trovarsi in corrispondenza di un antichissimo guado, leggermente più a monte dell'odierno ponte, sulla prosecuzione rettilinea del cardo maximo delle attuali via Roma-via Calimala, ovvero nell'attuale piazza del Pesce. Doveva risalire a poco dopo la fondazione della città, ovvero alla metà del I secolo a.C., e avere un andamento obliquo rispetto alla corrente, per meglio sostenere la spinta delle piene. Sondaggi effettuati nell'alveo del fiume alla fine degli anni 1950 hanno infatti rinvenuto due larghe fondazioni in calcestruzzo riferibili in tutta probabilità al primo ponte romano.
Tale passerella dovette essere consolidata e allargata verso il 123, quando Adriano promosse la costruzione della via Cassia Nuova, che attraversava la città e che corrispondeva verosimilmente, sulla sponda sud, alle vie de' Bardi e di San Niccolò. Il ponte aveva già forse piloni in muratura, mentre la travatura doveva essere, come di consueto, in legno. Il primo ponte romano dovette andare distrutto verso il VI-VII secolo, per l'incuria e le guerre dell'epoca barbarica, oltre che per probabili danni legati ad alluvioni.
Difficile è ipotizzare quanti ponti altomedievali siano stati travolti dalle frequenti inondazioni dell'Arno e quanti ricostruiti. Tra le scarse tracce documentarie ne esiste una del 972 in cui il vescovo Sichelmo conferiva a padre Domenico d'Orso la chiesa di Santa Felicita "non lunge da capo di ponte de fluvio Arno". Giovanni Villani parlò di un ponte costruito sotto Carlo Magno, verosimilmente in legno, ed è forse nel IX o X secolo che l'attraversamento ebbe la posizione attuale.

### Il primo ponte

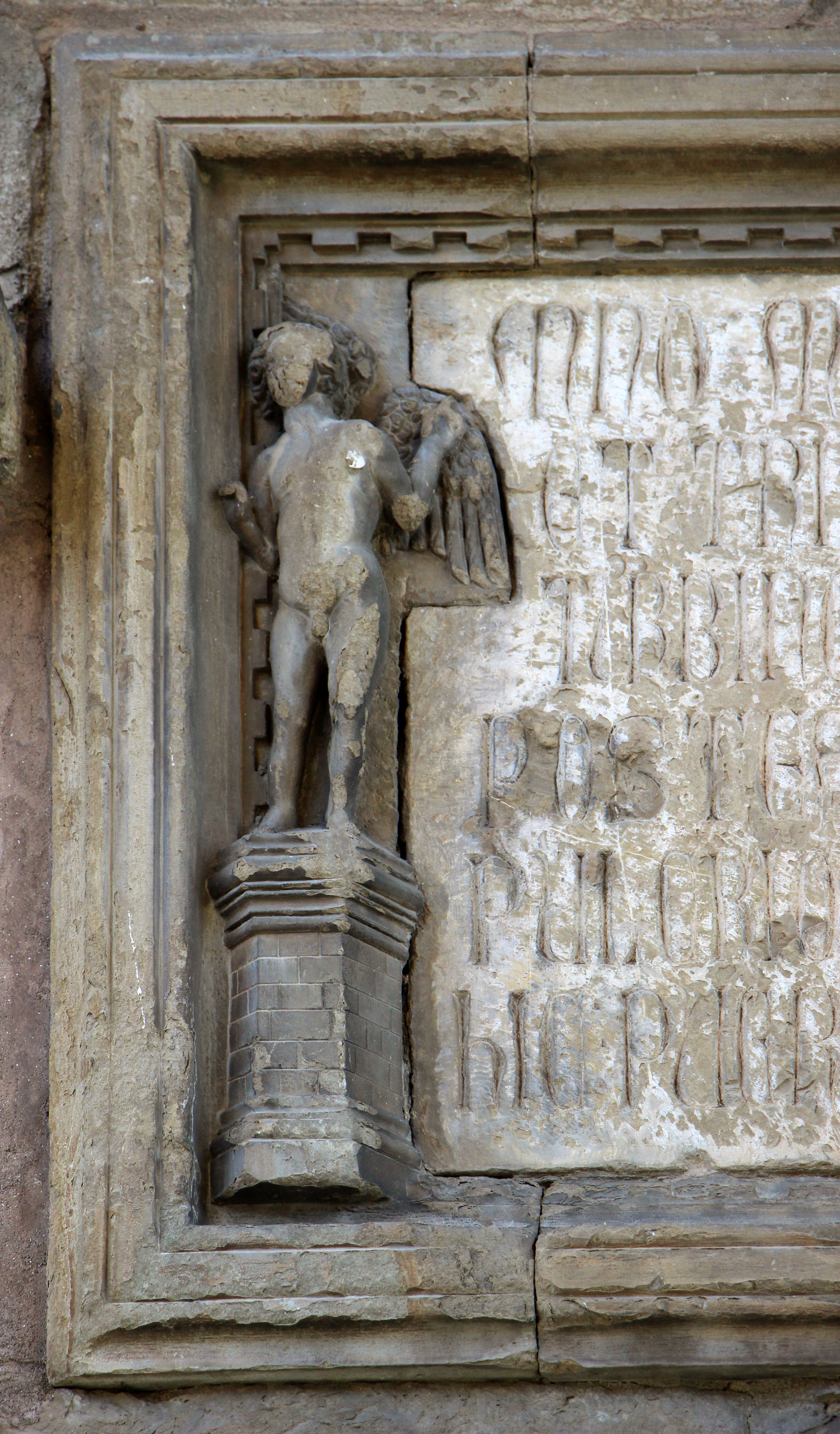
Dettaglio della lapide trecentesca che ricorda la ricostruzione del ponte

Sicuramente un ponte nelle attuali posizioni venne rifatto dopo un crollo del 1177, come riportano Giovanni Villani e Marchionne di Coppo Stefani, legato alla prima alluvione del fiume Arno di cui si abbiano notizie certe (avvenuta il 28 ottobre o, secondo una fonte più tarda, il 4 novembre). In quell'occasione venne travolto e ripescato il mozzicone di statua detta di Marte, a cui accenna anche Dante (Inferno XIII, 144), più verosimilmente di un re barbaro, forse Teodorico o Totila, poiché Villani la ricorda come "equestre".
Studi novecenteschi sui resti nelle testate e nei piloni dimostrano che esso poggiava su residui più antichi, come travi in rovere della seconda metà del X secolo, e che aveva cinque arcate.
Danneggiato da alluvioni nell'inverno del 1200 e nell'estate del 1250, fu interessato anche da incendi nel 1222, nel 1322 e nel 1331, finché non fu spazzato via dall'alluvione del 4 novembre 1333, una delle più violente che si ricordino in città. Fu allora che la statua di Marte, considerata come una specie di palladio cittadino, fu smarrita per sempre.

### Il ponte trecentesco

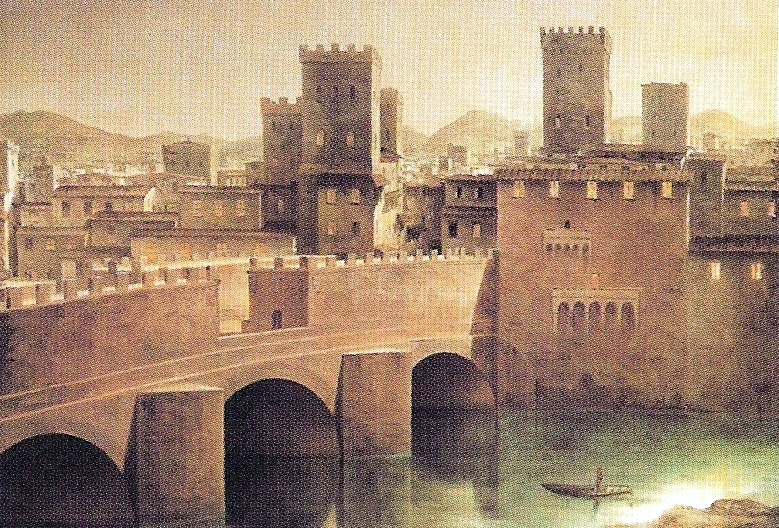
Ipotetico aspetto del Ponte Vecchio nel XV secolo, olio di Fabio Borbottoni

La successiva ricostruzione prese avvio attorno al 1339 - su un progetto che variamente si tende a ricondurre o a Taddeo Gaddi (secondo la testimonianza di Giorgio Vasari), o a Neri di Fioravante (in virtù del fatto che questi in quegli anni era Capomastro della Signoria), o a fra' Domenico da Campi (che da poco aveva ricostruito il ponte alla Carraia) - per concludersi nel 1345, come attestano due lapidi poste in quell'occasione e ancora esistenti.
Il nuovo ponte, a tre arcate, si doveva caratterizzare originariamente per la presenza di quattro edifici lineari e merlati posti ai quattro capi, con una piazzetta centrale: le merlature definivano altrettanti ballatoi ai quali si accedeva da quattro porte poste sullo slargo (ancora esistenti) e da altre due porte (oggi scomparse) ubicate ai capi verso Por Santa Maria; dal lato di Oltrarno gli edifici del ponte erano in aderenza dal lato di via de' Bardi con le case e la torre dei Mannelli, dal lato di Borgo San Jacopo con gli edifici detti poi della Commenda del Santo Sepolcro.
Le arcate sotto i ballatoi (il cui profilo è ancora visibile in alcuni tratti interni), si andarono poi a riempire di piccoli e variati edifici su ambo i lati, a sostituire gradualmente strutture temporanee in legno e altri materiali usate dai venditori di mercato minuto. Queste costruzioni, già presenti in forma diversa nel Trecento, furono destinate nel 1442 dall'amministrazione cittadina ad uso delle botteghe dei verdurai e dei beccai (macellai), per la possibilità di disperdere nel fiume gli scarti. Nel 1495 quarantotto botteghe furono vendute dal Comune a privati e ad enti laici e religiosi che, forti dei loro diritti, le ampliarono per lo più con aggetti dalla parte del fiume, determinando una decisa alterazione del disegno originario del ponte.

### Il corridoio del Vasari
Nel 1565 l'architetto Giorgio Vasari costruì per Cosimo I il "corridoio vasariano", con lo scopo di mettere in comunicazione il centro politico e amministrativo a Palazzo Vecchio con la dimora privata dei Medici, Palazzo Pitti. Il corridoio sopraelevato, lungo circa 760 metri e costruito in soli cinque mesi, determinò un ulteriore elemento di rottura del disegno unitario dei fronti, passando sul lato est del ponte al di sopra delle botteghe.
Le botteghe dei macellai furono poi occupate da orafi e gioiellieri per ordine di Ferdinando I con un decreto del 27 settembre 1594, per evitare un commercio poco nobile e con odori sgradevoli sotto le finestre del corridoio sospeso.

Ponte Vecchio nel 1909

### Sette e Ottocento
Al Settecento risale l'uso delle caratteristiche mostre sporgenti sulla carreggiata, dette "madielle", mentre dell'Ottocento sono alcuni interventi di riconfigurazione delle mostre dei negozi, così come un progetto complessivo dovuto all'architetto Giuseppe Martelli per trasformare la via interna in galleria coperta e regolarizzare il fronte con gli sporti (1856-1857, mai attuato).
Tale progetto, che riprendeva una proposta già formulata nel 1841 dall'ingegnere comunale Giuseppe Casini, consisteva in una ipotesi di trasformazione della via interna in una galleria chiusa da due falde in ferro e vetro, con le botteghe rigorosamente allineate e inquadrate da lesene corinzie, il tutto sormontato da una terrazza continua sorretta da mensole decorate a foglie d'acanto. Il passaggio coperto, introdotto dal loggiato del corridoio vasariano presente lungo il lungarno degli Archibusieri, sarebbe poi dovuto continuare lungo via Guicciardini con un altro porticato, fino a palazzo Pitti e quindi al Museo di Fisica. Nonostante il progetto avesse ricevuto la regia approvazione nel 1856 e fosse stato reso operativo nel 1857, quindi nuovamente sollecitato dall'architetto Martelli nel 1862, non trovò mai realizzazione se non nel frammento della mostra della bottega al 16 rosso, come ricorda un'iscrizione ivi presente, da leggere come elemento seriale completo e da reiterare - secondo gli auspici dell'architetto - per tutta la lunghezza del ponte.
Non trovò nemmeno esito il progetto di demolire le casette, avvertite essenzialmente come 'sopredificazioni' abusive, un po' come era stato fatto dal 1883 nel vicino lungarno degli Archibusieri.

### Prima metà del Novecento

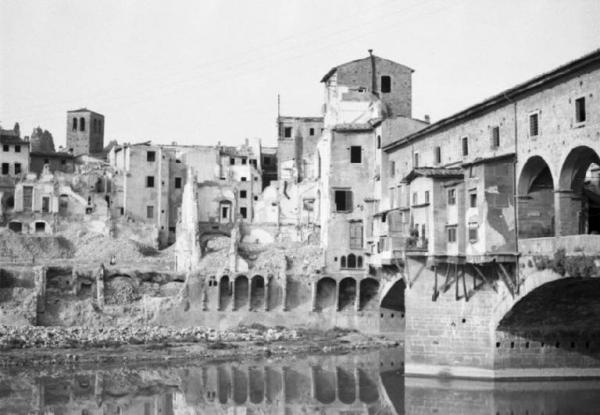
Gli edifici su via de' Bardi devastati e Ponte Vecchio risparmiato dalle mine, foto di Federico Patellani, 1945

È una falsa leggenda il fatto che nel 1938 Mussolini fece realizzare sul corridoio vasariano delle ampie finestre panoramiche al centro del ponte, in occasione della visita ufficiale di Adolf Hitler il 9 maggio di quell'anno per stringere l'Asse fra Italia e Germania. Tali finestre erano state infatti già aperte come accesso a un terrazzo provvisorio nel 1860 (primo anno di Firenze Capitale) per permettere a Vittorio Emanuele II di godere dei fuochi di San Giovanni sull'Arno. 
A seguito della ritirata delle truppe tedesche durante la campagna d'Italia, questo fu l'unico ponte di Firenze che non venne fatto saltare dai tedeschi nella notte fra il 3 e 4 agosto 1944, sul finire della seconda guerra mondiale. La decisione di non farlo crollare è stata attribuita dalla storiografia alle gerarchie tedesche (su decisione di Hitler con l'intercessione del console tedesco Gerhard Wolf) che, pur senza far saltare il ponte, lo avevano comunque reso inagibile danneggiando la sponda e le case circostanti, tecnica già usata a Roma e Parigi. Nel 2016, in seguito al racconto di una testimone, si è diffusa una ricostruzione alternativa secondo la quale alcuni orafi sabotarono gli ordigni tagliandone i fili: la notte tra il 3 e il 4 agosto del 1944, Burgassi (chiamato da tutti Burgasso) aiutante degli orafi lasciato libero di circolare in quanto i tedeschi pensavano non capisse niente, vecchio e menomato fisicamente dalla poliomielite ma dalla mente lucida, assistette alla posa delle mine. Avendo visto tutto, avrebbe saputo dove erano gli allacciamenti delle mine e le indicò per disinnescarle. Entrambe le ricostruzioni non dispongono di fonti incontrovertibili, sebbene la prima sia storiograficamente quella più accreditata, anche perché non avrebbe avuto senso minare così pesantemente le vie circostanti, cosa che non era avvenuta per nessun altro ponte sull'Arno.
Il ponte venne quindi risparmiato a discapito di ampie zone limitrofe: vennero praticamente rasi al suolo via Por Santa Maria e il lungarno Acciaiuoli a nord, borgo San Jacopo, via Guicciardini e il primo tratto di via de' Bardi a sud. Come immortalato in un episodio del film Paisà di Roberto Rossellini, il passaggio superstite sul corridoio vasariano, sul finire della Seconda guerra mondiale, era praticamente l'unico punto di attraversamento nord-sud della città.

### Restauri recenti

I danni dell'alluvione del 1966

Dopo la seconda guerra furono condotte dal Provveditorato alle Opere Pubbliche importanti opere di consolidamento all'insieme della struttura, precedute da studi e verifiche già commissionate nel 1949 a una commissione formata dai massimi esperti del momento (ingegneri Luigi Sabatini, Giulio Krall e Sisto Mastrodicasa) e seguite dall'apertura del cantiere nel 1960, condotto con la consulenza esterna del professor Letterio F. Donato.
Durante l'alluvione del 4 novembre 1966 il ponte fu nuovamente danneggiato e subito dopo interessato da ulteriori opere di restauro (1967-1968) seguite da un cantiere di consolidamento della struttura con particolare riferimento ai piloni e alla platea (1978-1979).
Pur conoscendo significative trasformazioni in relazione ai singoli edifici, il ponte ha mantenuto sostanzialmente la sua immagine medioevale e pittoresca, con i piccoli e variati edifici che lo segnano su ambo i lati, sormontati dal lato a monte dal corridoio vasariano, a costituire sull'acqua una vera e propria via di città.

## Descrizione

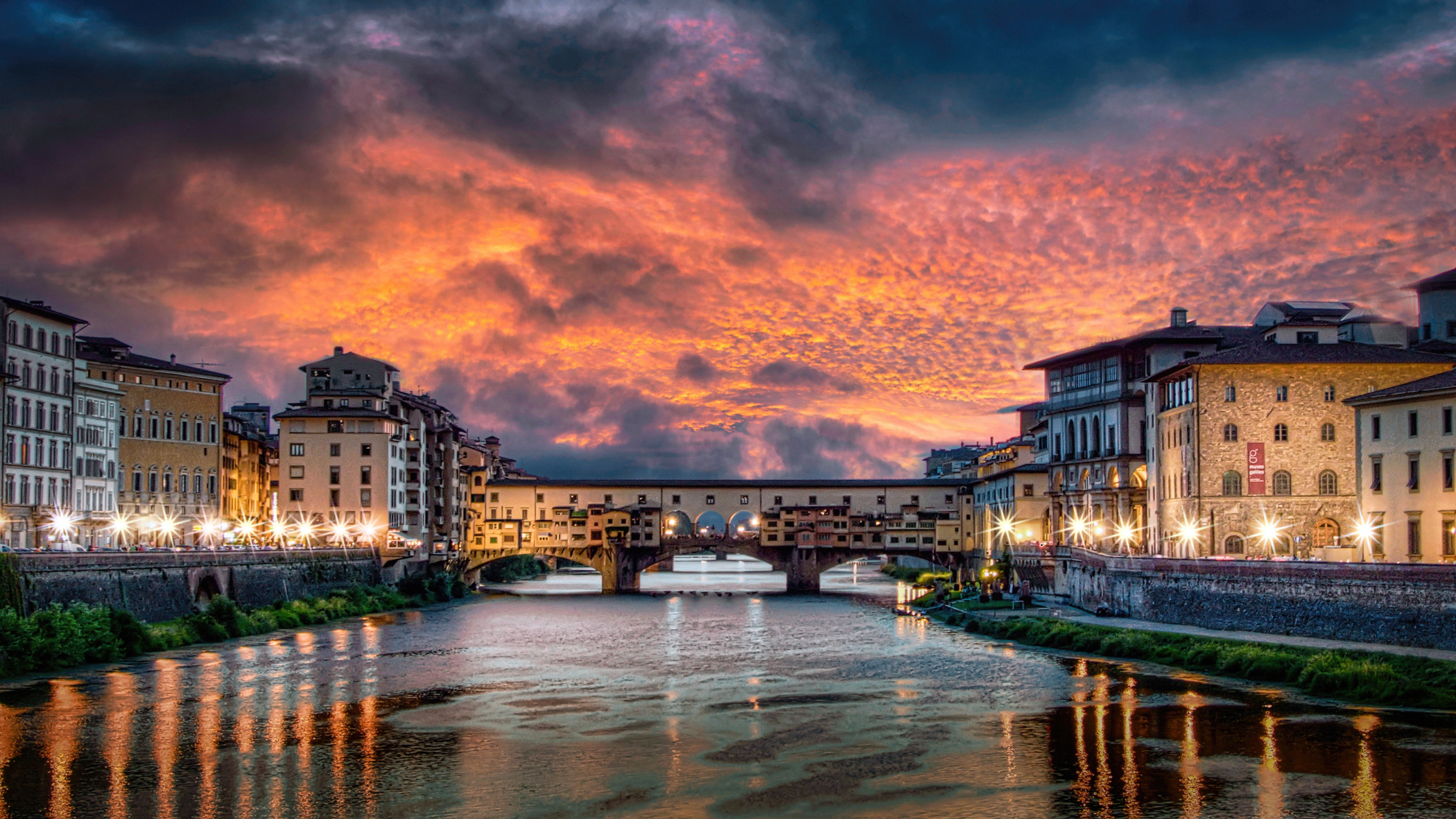
Ponte Vecchio di sera visto dal ponte alle Grazie

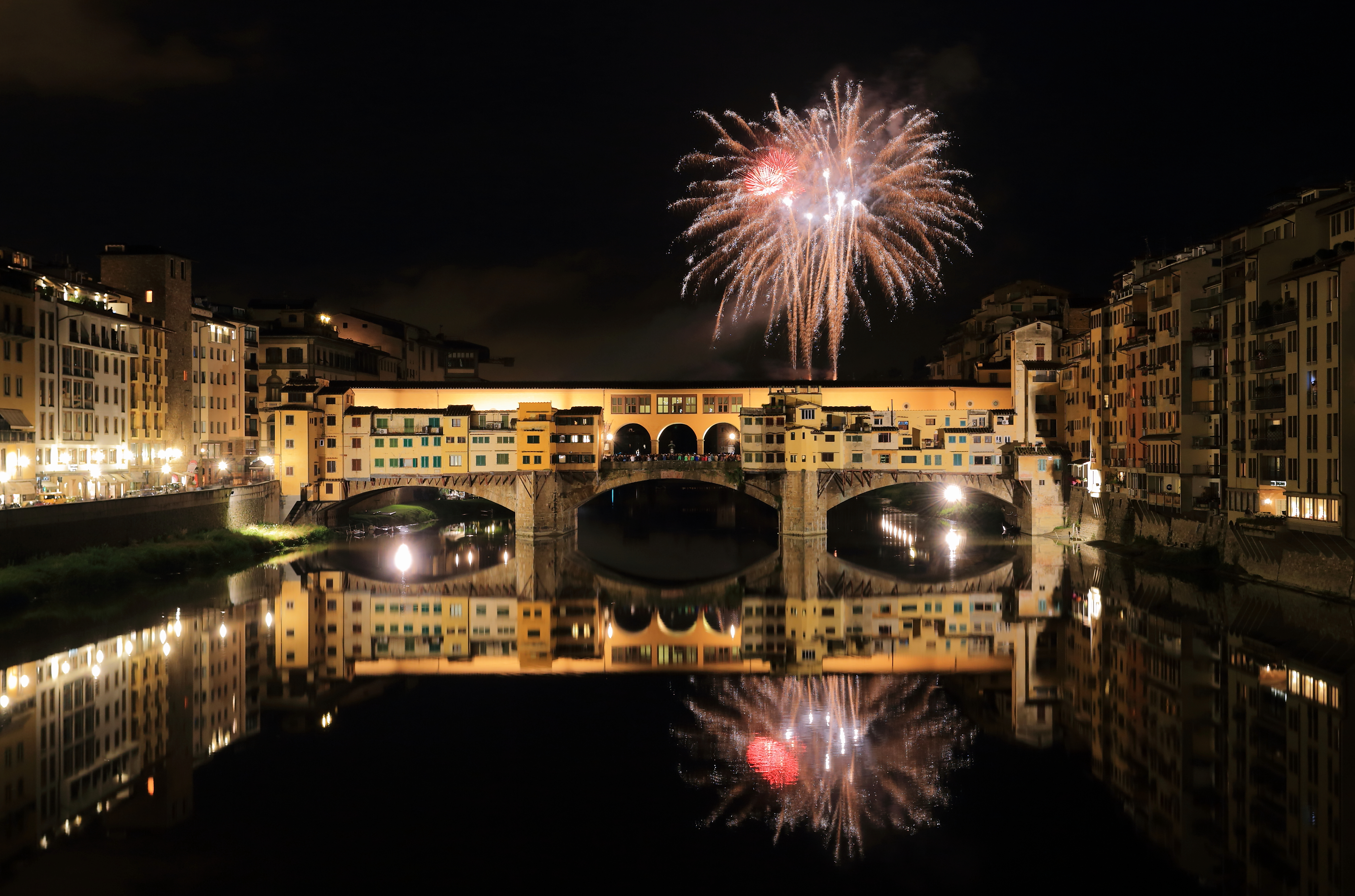
Ponte Vecchio di sera durante fuochi di San Giovanni

Il Ponte Vecchio è composto da tre ampi valichi ad arco ribassato; fu un'innovazione architettonica importante, perché per la prima volta in Occidente veniva superato il modello romano che prevedeva l'uso quasi esclusivo di valichi a tutto sesto (ovvero arcate semicircolari) e che nel caso di un ponte molto lungo richiedevano un gran numero di arcate, creando così potenziali pericoli in caso di piena (per la facile ostruzione dei valichi stretti) oppure una pendenza molto accentuata, soluzione ugualmente indesiderabile (casi tipici: il ponte della Maddalena, presso Borgo a Mozzano, o il ponte Fabricio, a Roma). Il rapporto tra luce dell'arco e la sua altezza è di 6,5 a 1, superando così il rapporto di 5,3 a 1 presente nel ponte romano di Limira, ponte costruito con archi ribassati e che ne fece il ponte antico con archi segmentali più bassi della storia fino, appunto, alla costruzione del Ponte Vecchio. L'esempio fiorentino fece scuola: con una simile arcata ribassata fu costruito nel XVI secolo il ponte di Rialto a Venezia e molti altri.
Altra caratteristica tipica è il fatto di essere un ponte abitato, per cui il passaggio fiancheggiato da due file di botteghe artigiane, ricavate in antichi portici poi chiusi, che lo hanno reso famoso, come se si trattasse del proseguimento della strada. Le botteghe di Ponte Vecchio si affacciano tutte sul passaggio centrale, ciascuna con un'unica vetrina chiusa da spesse porte in legno, e spesso presentano un retrobottega costruito a sbalzo sul fiume e sostenuto da beccatelli (o "sporti").
Al centro del ponte le botteghe si interrompono per aprirsi a due vedute del fiume, a monte grazie al loggiato su cui poggia il corridoio vasariano, a valle tramite uno slargo che ospita il monumento in bronzo e marmo allo scultore e orafo Benvenuto Cellini di Raffaello Romanelli (1900) con basamento di Egisto Orlandini.
Ai quattro angoli del ponte esistevano altrettante torri che ne controllavano l'accesso: di queste resta solo la torre dei Mannelli, mentre la torre dei Rossi-Cerchi e la torre dei Consorti furono ricostruite dopo le esplosioni del 1944.
La carreggiata è a lastrico.

### Edifici
Gli edifici sul ponte, soprattutto quelli commerciali, sono divisibili in quattro blocchi, due per lato, interrotti dagli affacci d'Arno centrali. Ha accesso dal ponte inoltre, al n. 2, il palazzo della Commenda del Santo Sepolcro, e un esercizio commerciale dentro la torre dei Mannelli.

#### Primo blocco
Il primo blocco è sul lato ovest e va da nord a sud, da Lungarno Acciaiuoli al monumento al Cellini.
| Immagine | N°            | Nome                         | Descrizione |
| -------- | ------------- | ---------------------------- | --- |
|          | 2r- 4r- 8r    | Negozio Vaggi e Gherardi     | Questa bottega definisce il piede di Ponte Vecchio verso Por Santa Maria, dal lato del lungarno degli Acciaiuoli: il prospetto che guarda alla via interna al ponte si sviluppa in corrispondenza dei primi tre archi antichi, con una linea di gronda che cresce progressivamente fino a raggiungere i quattro piani dal lato che perimetra il lungarno, per poi decrescere nuovamente. Qui il prospetto si arricchisce di un balcone con mensole in pietra di disegno seicentesco, periodo al quale presumibilmente è da ricondurre la definizione dell'attuale edificio, comunque sorto a partire dalla originaria fabbrica trecentesca che si sviluppava compatta da qui fino allo slargo dove è oggi il busto di Benvenuto Cellini. Di questa, oltre agli archi prima ricordati, recano memoria l'arco a sesto ribassato che guarda verso Por Santa Maria, così come l'ampia porzione con pietrame a vista che si sviluppa in corrispondenza della cantonata, venuta alla luce e recuperata nel 1929. Ulteriori reliquie della storia antica sono i due scudi posti d'angolo e appesi a cingoli (abrasi e illeggibili), come pure l'insegna degli Ufficiali della Torre (costituita appunto da una torre), a identificare la magistratura che sovrintendeva ai servizi e agli edifici pubblici. Dubbio invece se riconoscere nella porta su questo lato l'accesso che un tempo consentiva di raggiungere il ballatoio provvisto di merlature posto sull'antica costruzione, simmetrico a quello che si apriva sullo slargo al centro del ponte. Per quanto riguarda le più recenti vicende conservative queste sono per lo più riconducibili al periodo della proprietà G. Del Bono, che appunto si fece carico di mettere in luce le antiche tracce, quindi di restaurare l'immobile nel 1945. Per quanto riguarda i dissesti di questa porzione causati dall'alluvione del 1966 si segnalano interventi di consolidamento e restauro nel 1997-1998. Attualmente i locali al terreno sono occupati dai negozi Vaggi e Gherardi (numeri 2 e 4 rossi) e Ghilardi (numero 8 rosso). L'edificio è sottoposto a vincolo architettonico dal 1934. |
|          | 10r- 12r- 14r | Botteghe dell'orafo Frilli   | Si tratta in questo caso di tre botteghe (quarta, quinta e sesta sul lato destro venendo da Por Santa Maria) originariamente distinte ma nell'Ottocento confluite in un'unica proprietà (Olinto Frilli) che, nel 1853, intervenne per rimodernare il prospetto e in questa occasione unificarlo. Eliminando le madielle si ottenne una rettificazione del fronte, scandito in tre parti tramite lesene di evidente ispirazione classica, secondo modi decisamente prossimi a quelli che, con maggiore ricchezza di ornati, sarebbero stati alla base del progetto di Giuseppe Martelli concretizzatosi nella mostra della vicina bottega dell'orafo Ricci (al numero 16 rosso). Attualmente i vani, nuovamente suddivisi, ospitano i negozi R. Fallaci (10 rosso), The Golden River (12 rosso) e Ponte Vecchio (14 rosso). |
|          | 16r           | Bottega già dell'orafo Ricci | Questa porzione guarda alla strada con la grande mostra di un negozio di oreficeria, delimitata da due semipilastri con capitelli corinzi e da un alto architrave su cui è la scritta: "Prima bottega d'oreficeria riordinata nel 1857 sul disegno imposto dal Municipio". E ancora, in riferimento a un rilievo centrale in terracotta con l'effigie di Benvenuto Cellini non più esistente dal tempo della seconda guerra mondiale: "Questa effige ricordi le somme glorie dell'arte e accenda gli animi a generosa emulazione". In basso: "Gius. Martelli Architetto". La mostra è sormontata da un balcone su robuste mensole, con una bella ringhiera in ghisa, sul quale si apre una porta timbrata da uno scudo riferibile alla famiglia Ricci del quartiere di Santa Maria Novella (di verde, allo scaglione di rosso, sormontata da una stella a otto punte d'oro e accompagnata in punta da tre ricci passanti al naturale, 1.2). Come documentato dalle iscrizioni la mostra nasce dall'adesione del proprietario della bottega al progetto redatto dall'architetto delle Regie Fabbriche Giuseppe Martelli tra il 1856 e il 1857 su commissione del Comune di Firenze e del governo Granducale, teso a regolarizzare e dare nuovo decoro alle "sopredificazioni" esistenti sul ponte. Nell'edificio si conserva ancora l'ambiente della fucina cinquecentesca, scoperta e restaurata nel 1983. Sempre quale testimonianza della storia antica si veda, all'altezza della ringhiera del balcone, la presenza dello stemma degli Ufficiali di Torre. Il fondo è attualmente occupato dal negozio Audemars Piguet Boutique. |
|          | 18r           | Bottega dei Servi di Maria   | Il fabbricato non ha subito soprelevazioni oltre la linea di gronda antica, eccezion fatta per la copertura a falde andata a sostituire il ballatoio trecentesco. Dell'antica proprietà della bottega (a documentare come i privati coesistessero qui con proprietà di istituzioni religiose e civili) documenta lo stemma posto sull'arco che sormonta la madiella, con la S propria dei Serviti (convento della Santissima Annunziata) accompagnata dal numero 20 (o 21) in caratteri romani, in riferimento alla posizione dell'immobile nel registro delle possessioni. Dalle ricerche d'archivio condotte da Paola Ircani Menichini è possibile in effetti risalire a una donazione a favore del convento fatta nel 1560 da un beccaio proprietario dell'immobile, così come stabilire nel 1808 l'anno nel quale la bottega (allora occupata dagli orafi Gabriello Romanelli e da un certo Cornelisen) venne espropriata a seguito delle soppressioni napoleoniche. |
|          | 20r           | Bottega                      | Il fabbricato preso in considerazione, come il precedente, non ha subito soprelevazioni. Il negozio presenta una mostra riconfigurata nell'Ottocento, a scapito della precedente madiella. Attualmente l'ambiente è occupato dal negozio S. Vaggi. |
|          | 22r           | Bottega                      | Tra le botteghe presenti sul ponte questa è una di quelle che, poggiando su una delle pile, si è sviluppata in profondità consentendo la creazione di un ulteriore spazio oltre quello dell'attuale vendita. |
|          | 24r           | Bottega                      | Neanche questo fabbricato ha subito soprelevazioni ed è occupato dal negozio The Goldsmith (in precedenza Rajola). |
|          | 26r           | Bottega della Meridiana      | Il negozio occupa gli spazi già dell'ultima bottega della fabbrica trecentesca che segnava questo tratto del ponte dal lato destro provenendo da Por Santa Maria, dal lungarno allo slargo dove è attualmente il busto di Benvenuto Cellini. La sua posizione di testa porta alla lettura di due prospetti, il che appare ideale per immaginare le altezze dell'antico edificio, compresa la linea dove dovevano un tempo essere i merli del ballatoio, viste le ampie superfici a grandi conci di pietra che peraltro caratterizzano quasi totalmente il fronte sulla piazzetta. Da questo lato, in particolare, è evidenziato il corrente che presumibilmente segnava il piano di calpestio del ballatoio (raggiungibile dalla scala che si sviluppava dalla porta ora trasformata in secondo accesso e vetrina del negozio), quindi la soprelevazione più tarda con tetto a falde a favore degli spazi della bottega. Si apprezzano inoltre una lapide con una iscrizione a caratteri gotici e, in alto al centro, l'insegna degli Ufficiali di Torre ai quali spettava la manutenzione del ponte, con a fianco uno scudo appeso tramite un cingolo, quasi del tutto abraso, ma in cui si possono ancora intravedere le chiavi di san Pietro, simbolo di fedeltà al papato della parte Guelfa o, più in generale, Chiesa fiorentina, presenti anche in altri edifici medievali cittadini. In asse a questo, dal lato della strada interna al ponte, è uno scudo in tutto simile ugualmente illeggibile, ma come documentano le foto dei primi del Novecento, dedicato alla casa d'Angiò, protettori di Firenze. All'altezza della copertura, d'angolo, è una meridiana del tipo a ora canonica (cioè con una suddivisione del solo arco diurno in 12 parti) che, per quanto venga detta "non molto antica" dalla segnaletica turistica presente in loco, appare di disegno seicentesco, così come di spirito seicentesco ci sembra l'idea peregrina di scolpire sul fusto della stessa una lucertola, immobile sulla pietra colpita dal sole (la sua funzione è in effetti quella di indicarci il sud) così come osserviamo nella realtà. Per quanto riguarda l'iscrizione, questa appare trascritta nel repertorio di Francesco Bigazzi, testimonianza importantissima che documenta della distruzione del precedente ponte per "diluvio d'acque" nel 1333 e la ricostruzione del ponte attuale nel 1345. |

#### Secondo blocco
Il secondo blocco è sul lato est e va da nord a sud, dal lungarno degli Archibusieri/piazza del Pesce allo slargo sotto il corridoio vasariano.
| Immagine | N°       | Nome                           | Descrizione |
| -------- | -------- | ------------------------------ | --- |
|          | 1r-3r    | Botteghe                       | Le prime due botteghe del ponte poste sulla sinistra provenendo da Por Santa Maria (corrispondenti a due archi della fabbrica trecentesca) si trovano in una zona profondamente trasformata dall'innesto su questa cantonata del cinquecentesco corridoio vasariano e dalla demolizione ottocentesca delle ulteriori botteghe che si erano venute a sviluppare in continuità con queste dal lato del lungarno degli Archibusieri, di modo che nessuna testimonianza ci suggerisce il carattere che doveva un tempo avere questa testata. Rimane tuttavia dal lato del corridore un'ampia parete in conci di pietra relativa alla fabbrica del ponte, con un corrente (ricostruito) a indicare presumibilmente il piano di calpestio dell'antico ballatoio. Attualmente l'elemento caratterizzante che introduce alle botteghe è l'insegna in ferro battuto e vetro che pubblicizza il negozio T. Ristori, ripristinata nel 1994 ma sulla base della documentazione del primo Novecento, che la documenta come realizzata contestualmente ai bei ferri della madiella che invece si conservano in originale, firmati dall'officina G. Smorti e datati 1914. |
|          | 5r-7r-9r | Botteghe dell'orafo Settepassi | L'attuale negozio risulta aperto nel 1850 da Leopoldo Settepassi a occupare tre delle antiche botteghe che qui esistevano, messe in comunicazione tra loro con la demolizione dei muri divisori. Al 1939-1940 risulta un intervento di riconfigurazione del prospetto su progetto di Nello Baroni (approvato dalla Soprintendenza quindi contestato dalla stessa per alcune varianti proposte in corso d'opera e infine approdato a una versione che tenesse di conto del rapporto cromatico con le madielle circostanti) accompagnato da un nuovo arredo disegnato da Maurizio Tempestini. "L'intervento condotto da Baroni e da Tempestini si andava ad inserire in un più generale programma, promosso dall'E.R.E. Ente Rinnovamento Esercizi, per il miglioramento dell'estetica cittadina attraverso il rifacimento degli esercizi commerciali, secondo principi che tendevano a rimettere in pristino un'immagine di Firenze 'antica'". Al 1951 sono documentate ulteriori modifiche al prospetto che comunque sembra ancora oggi essenzialmente riconducibile al cantiere degli anni Trenta, nel quale si era evidentemente voluto riproporre in chiave moderna la scansione e il disegno già sperimentato dal negozio antistante ai numeri 10, 12 e 14 rossi. |
|          | 11r      | Bottega                        | Il negozio con la sua mostra (dalla consueta forma a madiella) risulta interessato da lavori di restauro e risanamento conservativo nel 1996. |
|          | 13r      | Bottega                        | In questo caso si segnala sulla porzione di antica muratura tra la madiella e la tettoia la presenza di uno scudo con campo vuoto, accompagnato da un pietrino con il numero 73 in caratteri romani, a indicare la posizione dell'immobile nel registro delle possessioni di quello che presumibilmente era un istituto religioso. L'immobile è stato interessato da lavori di restauro e risanamento conservativo nel 1996 che comunque sembrano non aver interessato la madiella, da datare tra la seconda metà dell'Ottocento e i primi del secolo successivo. |
|          | 15r      | Bottega                        | Pur nel rispetto dei volumi antichi, la madiella (così come ovviamente l'arredo dell'ambiente interno) è frutto di una recente ricostruzione. |
|          | 17r-19r  | Botteghe                       | I due negozi presi in considerazione presentano madielle simili e caratterizzate - rispetto a quanto documentano le altre che precedono e seguono - da intagli in legno con fregi e mensole in stile settecentesco. Per quanto di fattura relativamente recente (primi decenni del Novecento), il tipo documenta di una moda che andò a interessare varie mostre del ponte nel corso dell'Ottocento (così come documentano alcune fotografie e pubblicità del periodo), da interpretare nell'ambito di un gusto nel quale si riconosceva al neorococò la capacità di rimandare per analogia ai concetti di lusso e raffinatezza. |
|          | 21r-23r  | Botteghe                       | Sono le ultime due botteghe che chiudevano il compatto fabbricato merlato che un tempo segnava il primo tratto del ponte sul lato sinistro venendo da Por Santa Maria, prima dell'aprirsi dello slargo centrale. Proprio dal lato che guarda alla piazzetta sono varie testimonianze antiche, a partire dalla muratura a larghi conci di pietra: in alto è l'insegna degli Ufficiali di Torre, sulla sinistra una lapide in marmo con una figura alata e una iscrizione in lettere gotiche che ricorda la distruzione del ponte nel 1333 e il suo rinnovamento nel 1345, quest'ultima trascritta nel repertorio di Francesco Bigazzi. "Il fanciullo, che vedesi in principio della prima iscrizione, credesi da molti fosse un idoletto, a cui si riferisce l'ultimo verso dell'iscrizione medesima". La porta, profilata da un arco a sesto acuto, è una delle sei che originariamente consentivano l'accesso ai ballatoi merlati. Per quanto riguarda i vani questi sono attualmente occupati dal negozio Fratelli Piccini. |

#### Terzo blocco
Il terzo blocco è sul lato ovest e va da nord a sud, dal monumento al Cellini a Borgo San Jacopo.
| Immagine | N°      | Nome                           | Descrizione |
| -------- | ------- | ------------------------------ | --- |
|          | 30r-32r | Bottega di Santa Maria Novella | La bottega si colloca in testa all'antica fabbrica che dallo slargo al centro del ponte scendeva dal lato destro verso via Guicciardini. Tale posizione consente di leggere un brano ancora sufficientemente conservato dell'originario edificio, almeno per quanto riguarda il lato che guarda alla piazzetta. Qui è ancora la porta che un tempo consentiva di raggiungere il ballatoio merlato e ancora sono, in corrispondenza del cantone due grandi scudi appesi con un cingolo (dal campo illeggibile per l'abrasione del rilievo), al centro in alto l'insegna degli Ufficiali di Torre ai quali era demandata la cura del ponte. Alla cantonata due scudi illeggibili, che dovevano però comporre sugli altri canti la serie delle insegne della Repubblica (l'aquila di parte Guelfa, la croce del Popolo, il giglio del Comune, la scritta Libertas dei Priori di Libertà). Strettamente legato all'antica bottega che qui insisteva è invece lo scudo posto sopra la porta segnata dal numero 30 rosso, proprio dell'ordine domenicano (troncato in scaglione di nero e d'argento), accompagnato dalle lettere S. M. N. che indicano come un tempo il fondo fosse di proprietà del convento di Santa Maria Novella. Il vano è occupato (e lo è da lungo tempo), dal negozio E. Fantoni. |
|          | 34r     | Bottega                        | Si tratta sicuramente della bottega più 'pittoresca' di questo tratto, anche se il suo fascino è stato ottenuto con una significativa alterazione della struttura medioevale. Per la larghezza dell'antico arco e della relativa bottega si è infatti realizzata una soprelevazione (a interessare anche le altre due botteghe limitrofe) che, oltre ad ampliare le altrimenti piccolissime finestre, ha consentito la realizzazione di due balconi sovrapposti (il secondo arretrato) e di un 'torrino' terrazzato che domina il tutto e che si estende anche sul successivo corpo della bottega al numero 36 rosso. A ingentilire l'insieme sono i fiori che abbelliscono i balconi. L'intervento è indicato dai proprietari come datato al 1888 e comunque sicuramente è da interpretare nell'ambito del gusto romantico. |
|          | 36r     | Bottega                        | La bottega presenta una soprelevazione in asse con quella già osservata per l'immobile adiacente segnato dal numero 34 rosso, compresa la presenza di una porzione del 'torrino' terrazzato, a creare un pittoresco scorcio con volumi particolarmente articolati. |
|          | 38r     | Bottega                        | L'immobile presenta una modesta soprelevazione rispetto alla linea dell'antico fabbricato trecentesco, essenzialmente per consentire la creazione di quel tetto a falde già documentato come definito nel Quattrocento a sostituire il terrazzamento del secolo precedente. |
|          | 40r     | Bottega                        | Anche questa bottega presenta una modesta soprelevazione analoga alla precedente. |
|          | 42r     | Bottega                        | L'immobile non presenta soprelevazioni. Si segnala la presenza, sopra la tettoia del negozio, sull'antica muratura che un tempo definiva il ballatoio del corpo di fabbrica trecentesco, di una torre scolpita nella pietra, insegna degli Ufficiali di Torre a cui era affidata la cura del ponte in quanto immobile di proprietà pubblica. |
|          | 44r-46r | Botteghe                       | Gli immobili non presentano soprelevazioni rispetto alla linea dell'antico fabbricato trecentesco, fatta eccezione per la presenza di quel tetto a falde già documentato come definito nel Quattrocento a sostituire il terrazzamento del secolo precedente. I due negozi (già Melli Antichità) presentano due mostre che, in sostituzione delle precedenti madielle, propongono un avanzamento del prospetto per tutta l'altezza del vano, secondo una tipologia proposta per altre botteghe del ponte nel corso degli interventi ottocenteschi. Di gusto ottocentesco, peraltro, è anche lo stesso disegno dei fronti, che con alcune varianti si ripete per ambedue gli esercizi, caratterizzato dalla presenza di lesene lisce a incorniciare la vetrina e l'ingresso. Più ornata la bottega segnata con il numero 44 rosso, con decorazioni nelle specchiature laterali del timpano. |
|          | 48r     | Bottega                        | Questo immobile non presenta soprelevazioni. Il negozio (in continuità con i due che lo precedono) presenta una mostra che, in sostituzione della precedente madiella, determina un avanzamento del prospetto, ma si tratta tuttavia di una struttura in legno, tinteggiata a finta pietra, che comunque si armonizza pienamente nella successione dei fronti. |
|          | 50r     | Bottega                        | Non sono presenti soprelevazioni. Può essere presumibilmente individuato come ultima bottega, da questo lato, della serie trecentesca originaria, visto che l'ambiente che segue è di dimensioni diverse e tali da presumere in antico una diversa destinazione. |
|          | 52r     | Bottega                        | Si tratta in questo caso della porzione terminale del corpo di fabbrica che delimita questo lato del ponte, posto dal lato a valle e orientato verso via de' Guicciardini. Qui doveva trovarsi la porta che conduceva alle scale per ascendere al ballatoio merlato. In questo caso, al di sopra dell'arco trecentesco, è un tabernacolo con edicola architettonica di carattere tardoseicentesco, caratterizzato da un timpano spezzato sostenuto da due lesene di ordine tuscanico. All'interno della nicchia centinata - decorata nell'imbotte da protomi angeliche e da ornati vegetali - è un affresco raffigurante la Madonna con il Bambino e San Giovannino. Sulla cantonata dell'edificio, in alto, a sottolineare appunto che qui terminava la fabbrica del ponte vero e proprio, sono due scudi sospesi con un cingolo: quello che guarda alla via interna è oramai illeggibile, quello sulla testata, per quanto abraso, mostra ancora chiara la presenza della croce del Popolo. Per quanto riguarda il vano (ora occupato dal negozio Vacheron+Constantin) si può presumere che originariamente fosse destinato ad un diverso uso rispetto a quello di bottega, e che forse ospitasse un piccolo oratorio.                                                                            |
|          | 54r     | Bottega                        | La bottega ha una forma diversa dalle altre, dal fronte più ampio e moderno, probabilmente riconfigurato in occasione dei restauri del palazzo della Commenda del Santo Sepolcro negli anni cinquanta. Si tratta più di un fondaco dello stesso che a una delle tipiche botteghe del ponte, essendo fuori dall'antico fabbricato merlato. |

#### Quarto blocco
Il quarto blocco è sul lato est e va da nord a sud, dallo slargo sotto il corridoio vasariano a via de' Bardi.
| Immagine | N°      | Nome     | Descrizione |
| -------- | ------- | -------- | --- |
|          | 27r-29r | Bottega  | È questa la prima bottega dell'antico corpo di fabbrica che costeggia a monte il Ponte Vecchio (caratterizzato dal passaggio del Corridoio Vasariano), dopo lo slargo della piazzetta verso via Guicciardini, e che quindi presenta sia un fronte a guardare la via interna del ponte, sia un affaccio sullo slargo. In questo caso la presumibile precedente madiella è stata sostituita dall'avanzare di tutto il prospetto, per tutta la sua altezza fino alla gronda, ovviamente sfruttando la profondità massima della madiella stessa. Per quanto tali trasformazioni siano per lo più documentate nell'Ottocento, qui la mostra sembrerebbe indicare un intervento dei primi del Novecento. Dal lato della piazzetta il prospetto è a grandi conci di pietra, con una finestra (ora vetrina), un tempo porta di accesso al ballatoio che si estendeva sopra il corpo di fabbrica, prima della realizzazione del corridoio. Vi sono due targhe: una con un breve brano dalla Divina Commedia di Dante Alighieri, l'altra posta dal Comune nel 2007 in occasione del conferimento della cittadinanza onoraria a Gerhard Wolf, il console tedesco che molto si operò per la salvezza del Ponte Vecchio nel 1944. Attualmente il vano, già del negozio orafo A. Risaliti, è occupato dalla boutique Cassetti Rolex. Proprio in occasione del recente passaggio di proprietà e degli importanti interventi di restauro all'immobile (2015), la stessa proprietà ha promosso una dettagliata ricerca archivistica sul fondo, documentando sia gli orafi che si sono succeduti nella conduzione della bottega dopo che questa era stata originariamente destinata a calzolai (tra i molti nomi illustri risultano quelli di Jacopo Mariani, Angiolo Labardi e Liborio Zazzerrini), sia attestando al 1754 la soprelevazione della bottega relativamente al corpo aggettante verso l'Arno, sia datando al 1901 l'avanzamento del prospetto del quale si è accennato. |
|          | 31r     | Bottega  | Con questo negozio riprende, da questo lato a monte, la successione delle botteghe caratterizzate, secondo un uso invalso a partire dal Settecento, dalle madielle, che si susseguono con leggere varianti fino ad addossarsi alla torre dei Mannelli. |
|          | 33r     | Bottega  | Coperta dalla tettoria come le altre botteghe su questo lato, e aperta con le tipiche madielle, è sede dal 1926 del negozio Cassetti. |
|          | 35r     | Bottega  | Chiusa da pareti lignee dall'aspetto novecentesco. |
|          | 37r-39r | Botteghe | Simili per decorazioni e forma, con le tipiche madielle, le due botteghe sono sede dello stesso negozio. |
|          | 41r     | Bottega  | Analogo ai negozi vicini, si distingue per le madielle ricche di ferri e cerbniere a forma di giglio, in omaggio al simbolo fiorentino. |
|          | 43r     | Bottega  | Chiuso da scomparti di legno al posto delle tradizionali madielle, molta la presenza di un soppalco nel fornice dell'arco. |
|          | 45r     | Bottega  | Dal prospetto senza madielle. |
|          | 47r     | Bottega  | Caratterozzato da un fronte senza madielle. |
|          | 49r     | Bottega  | Il negozio presenta una madiella (sia per la parte di carpenteria sia per quella in muratura) moderna, frutto di un intervento del Novecento, per quanto rispettosa si suppone delle dimensioni e forme settecentesche. Nel brano di antica muratura che si apprezza sopra la gronda, tra le mensole sulle quali in questo tratto insiste il corridoio vasariano, è uno scudo in pietra sostenuto da un cingolo sul quale è l'insegna della parte Guelfa, rara testimonianza di una serie che contrassegnava in più punti il ponte e che attualmente è documentata da stemmi per lo più illeggibili per l'abrasione delle superfici. Tenendo presente la diversa configurazione dell'apparecchio murario oltre questa insegna, le diverse dimensioni delle tre botteghe che seguono da questo lato, gli allineamenti di questa porzione con quella a valle, si deve individuare in questo tratto il limite dell'antico ponte trecentesco, al quale in origine si addossava una casa di proprietà della famiglia Mannelli, di pertinenza del complesso segnato dalla torre che ancora si erge da questo lato verso via de' Bardi. |
|          | 51r-53r | Botteghe | Le due botteghe, ora negozi, presentano dimensioni diverse e in questo caso decisamente contenute rispetto alle altre che segnano con la loro presenza il ponte, occupando in due un unico arco. Tenendo presente la diversa configurazione dell'apparecchio murario oltre l'insegna di parte Guelfa che si trova al di sopra della bottega che precede e gli allineamenti di questa porzione con quella a valle, si deve in effetti riconoscere in questo tratto uno spazio che - anche se oggi è sentito come parte integrante del Ponte Vecchio - in origine si poneva all'esterno della fabbrica trecentesca, ed era occupato da una casa di proprietà dei Mannelli (poi acquistata dal Comune e presumibilmente già dal Quattrocento trasformata in bottega), da mettere in relazione a quel complesso di edifici della famiglia sovrastato dalla torre che ancora si erge da questo lato verso via de' Bardi. |
|          | 55r     | Bottega  | Il negozio, già bottega, al pari dei due vani che lo precedono, presenta dimensione e configurazione diversa rispetto alle altre che segnano con la loro presenza il ponte. Tenendo presente la diversa natura dell'apparecchio murario oltre l'insegna di parte Guelfa che si trova al di sopra della bottega al numero 49 rosso e gli allineamenti di questa porzione con quella a valle, si deve in effetti riconoscere in questo tratto uno spazio che - anche se oggi è sentito come parte integrante del Ponte Vecchio - in origine si poneva all'esterno della fabbrica trecentesca, ed era occupato da una casa di proprietà dei Mannelli da mettere in relazione a quel complesso di edifici della famiglia sovrastato dalla torre che ancora si erge da questo lato. |

### Il monumento a Benvenuto Cellini

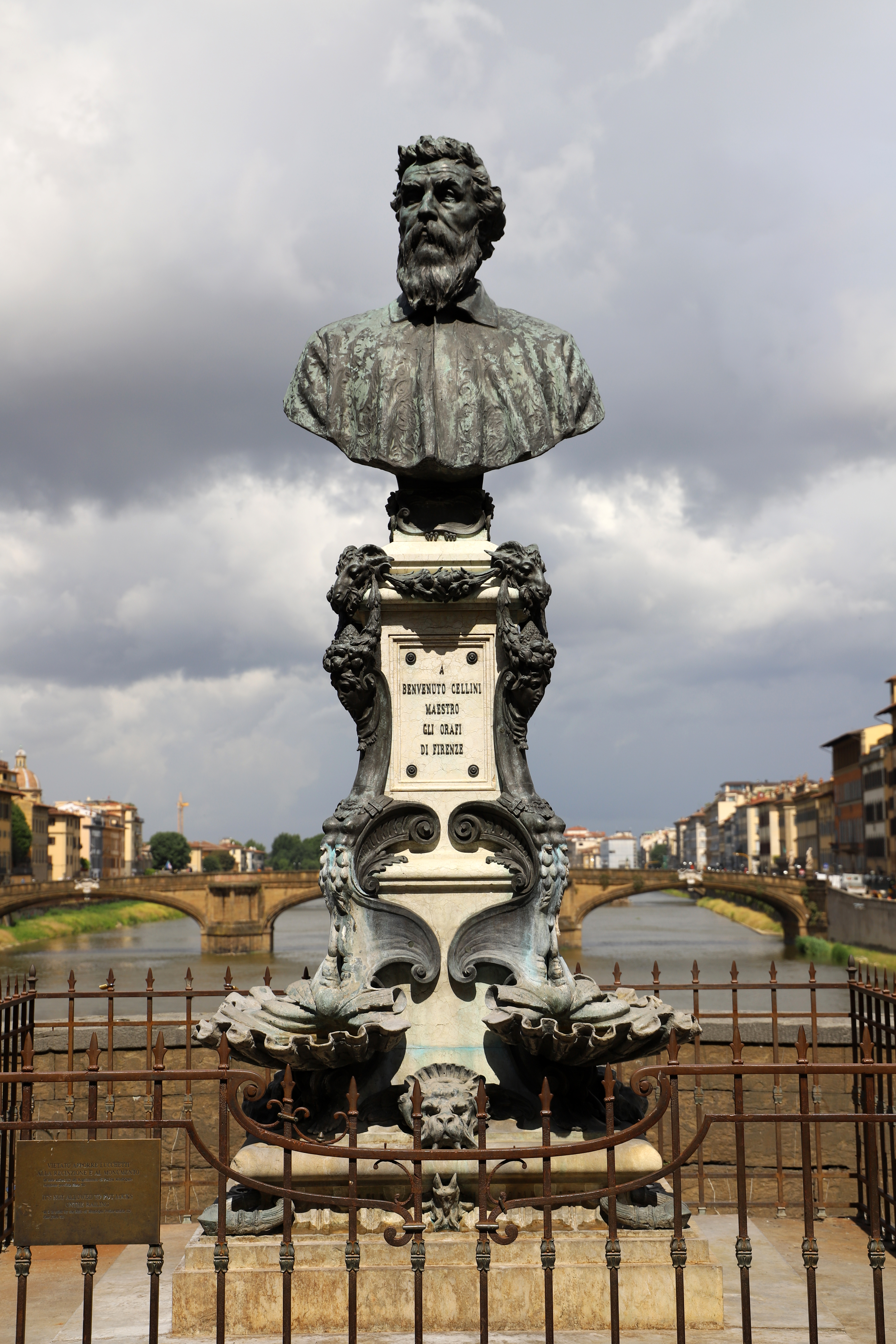
Monumento a Benvenuto Cellini

L'affaccio ovest al centro del ponte ospita il monumento con busto di Benvenuto Cellini, il più famoso degli orafi fiorentini, realizzato da Raffaello Romanelli ed inaugurato nel 1901, in occasione delle rimandate celebrazioni del quarto centenario della nascita dell'artista. Il basamento, che rappresenta in alcuni elementi una citazione di quello del Perseo, fu realizzato da Egisto Orlandini, con una fontanella e l'acqua che zampilla da quattro mascheroni posti sugli spigoli del piedistallo e convogliano in altrettante vasche a valva di conchiglia, il tutto ravvivato da un repertorio di decorazioni manieriste.
La cancellata del monumento del Cellini è stata usata dagli innamorati per appendervi dei lucchetti, simbolo di un legame amoroso, ben prima della più conosciuta usanza a Ponte Milvio a Roma. Dal 2006 sono state prese misure per scoraggiare tali azioni, che sono da allora più rare.
Il ponte ha anche un'altra fontanella, più corrente ma potabile e funzionante, sul lato opposto.

### Lapidi
In angolo con la piazza del Pesce si trova la prima lapide dantesca, legata alle celebrazioni del 1865:
| · CONVENIASI A QVELLA PIETRA SCEMA CHE GVARDA `L PONTE, CHE FIORENZA FESSE VITTIMA NELLA SVA PACE POSTREMA. -DANTE- PAR., XVI, 145-147- |

Al 16r si trovano due iscrizioni che ricordano i lavori di riordino del 1857 e una dedica a Benvenuto Cellini:
| PRIMA BOTTEGA D'OREFICERIA RIORDINATA NEL 1857. SUL DISEGNO IMPOSTO DAL MUNICIPIO |  |  | (BENVENUTO CELLINI) QUESTA EFFIGE RICORDI LE SOMME GLORIE DELL'ARTE E ACCENDA GLI ANIMI A GENEROSA EMULAZIONE Gius: Martelli Architetto |

Sull'affaccio d'Arno, edificio a nord del monumento a Benvenuto Cellini, si trova una lapide in caratteri gotici e pessimo stato di conservazione (metà è illeggibile). Una manina scolpita indica l'inizio del testo:
| † NEL TRENTATRE DOPO L MILLE TRECENTO IL PON TE CADDE PER DILVVIO DACQVE POI DODICI ANNI AL COMVNE PIACQVE RIFATTO FV CON QVESTO ADORNAMENTO |

Sul lato opposto, sotto le arcate del corridoio vasariano, un'altra lapide trecentesca ricorda il crollo e ricostruzione del ponte, in lingua però latino. A sinistra del testo è rappresentato un idolino alato su piedistallo, a cui fa riferimento anche il testo, ma la cui presenza non è tuttavia del tutto chiara.
| ANNO:MILLENO TER:CENTŪ:TER:QUOQ}:DENO ET TRIBUS:ADIUNTTIS:Ī QUARTA:LUCE:NOVĒBRIS: TURBINE:LIMPHARŪ MULTARŪ:CORRUIT:HIC:PONS: POSTEA:MILLENIS:TER:CENTU:QNQ}:NOVENIS PULCRIOR:ORNATUS:FĀS:FUIT:ET:RENOVATUS HIC:PUER:OSTENDIT:BREVITER: QUE:FCĀ:FUERŪT: |

Traduzione: "Il 4 novembre 1333 questo ponte crollò per il turbine di molte acque; poi nel 1345 fu rifatto più bello e adorno. Questo fanciullo mostra brevemente ciò che fu realizzato".
Sulla parete opposta, sempre sotto il loggiato, si trovano altre due targhe. La prima è un'altra lapide dantesca:
| · IN SVL PASSO D'ARNO -DANTE - INF., XIII, 146- |

Vicino a questa si trova la lapide più recente del ponte, che ricorda Gerhard Wolf e il suo impegno per il salvataggio del Ponte Vecchio (2007):
| GERHARD WOLF (1896 - 1971) CONSOLE TEDESCO NATO A DRESDA IN SEGUITO UNITA DA GEMELLAGGIO CON LA CITTÀ DI FIRENZE SI ADOPERÒ CON RUOLO DECISIVO PER LA SALVEZZA DEL PONTE VECCHIO (1944) DALLA BARBARIE DELLA II GUERRA MONDIALE FU DETERMINANTE PER IL RILASCIO DI PERSEGUITATI POLITICI E EBREI NELLA DRAMMATICA FASE DELL'OCCUPAZIONE NAZISTA IL COMUNE POSE L'11 APRILE 2007 A RICORDO DELL'ATTRIBUZIONE DELLA CITTADINANZA ONORARIA |

Sostituisce una lapide del 2005 che non menzionava il gemellaggio e riportava date sbagliate: "Gerhard Wolf (1886-1962) console tedesco la cui sensibilità artistica consentì di salvare il Ponte Vecchio caro ai fiorentini ed al mondo dalla barbarie della guerra nel 50º anniversario dell'attribuzione della cittadinanza onoraria il comune pose". La data di nascita e morte, errata anche sulla lapide del 2007, è stata poi corretta con un tassello.

### Tabernacoli

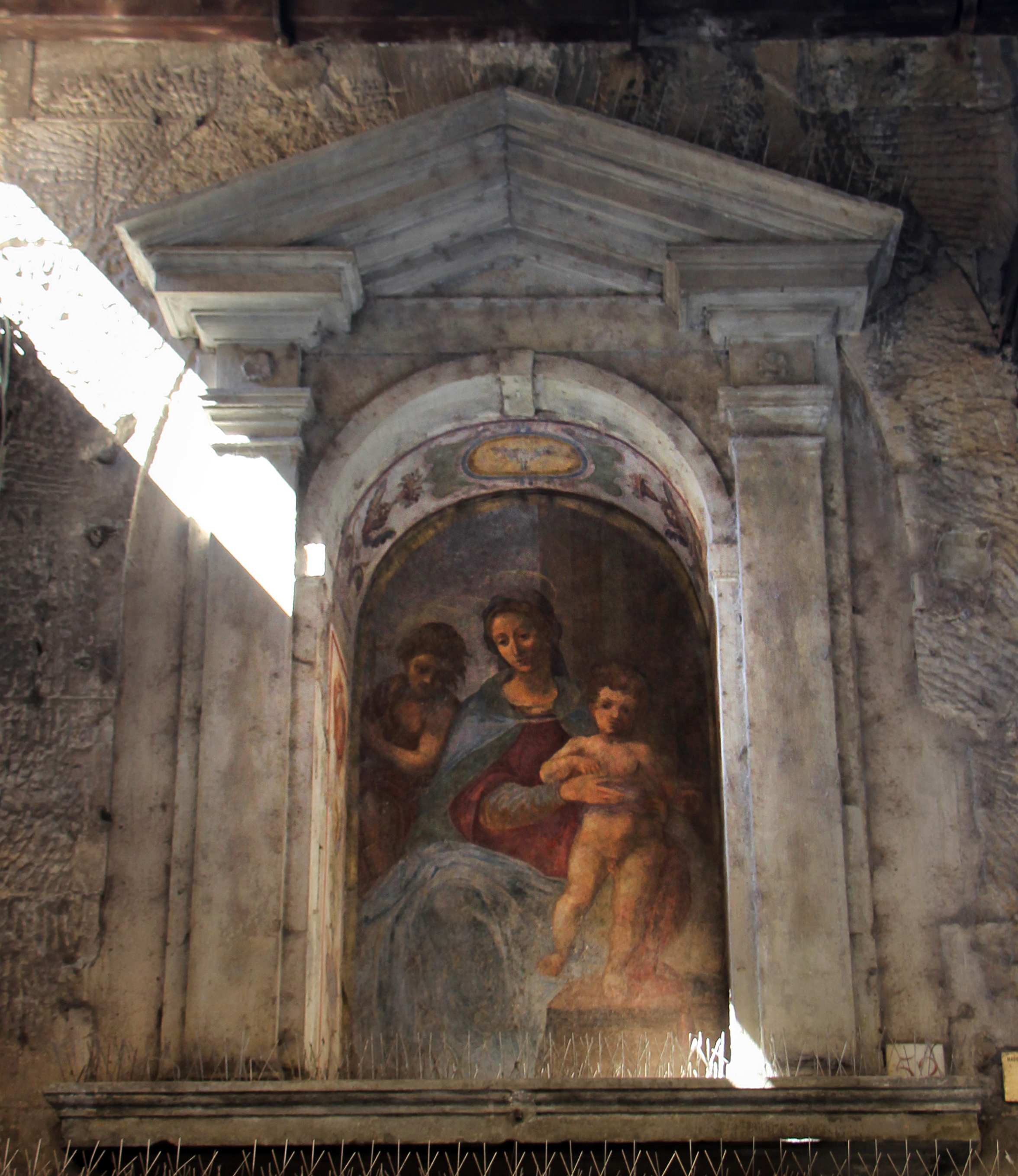
Il tabernacolo di Ponte Vecchio

Sopra il 52 rosso è un tabernacolo con edicola architettonica di carattere tardoseicentesco, caratterizzato da un timpano spezzato sostenuto da due lesene di ordine tuscanico. All'interno della nicchia centinata - decorata nell'imbotte da protomi angeliche e da ornati vegetali - è un affresco raffigurante la Madonna con il Bambino e San Giovannino. Questo è stato attribuito a Giovanni da San Giovanni, autore di altri tabernacoli e la cui presenza in queste botteghe del ponte Vecchio è documentata da un passo di Filippo Baldinucci che ricordò come egli avesse interamente decorato quella del suo amico Bastiano Guidi, gioiellere. In ogni caso gli stemmi che si notano sui lati dovrebbero essere della famiglia Michelozzi.
Pur nella difficoltà di lettura legata alle numerose ridipinture per restauri, il tabernacolo è stato recentemente retrodatato e avvicinato ai nomi di Domenico Puligo e di Giovanni Antonio Sogliani, comunque a un contesto nel quale ancora forte appare la lezione di Andrea del Sarto.

## Bibliografia

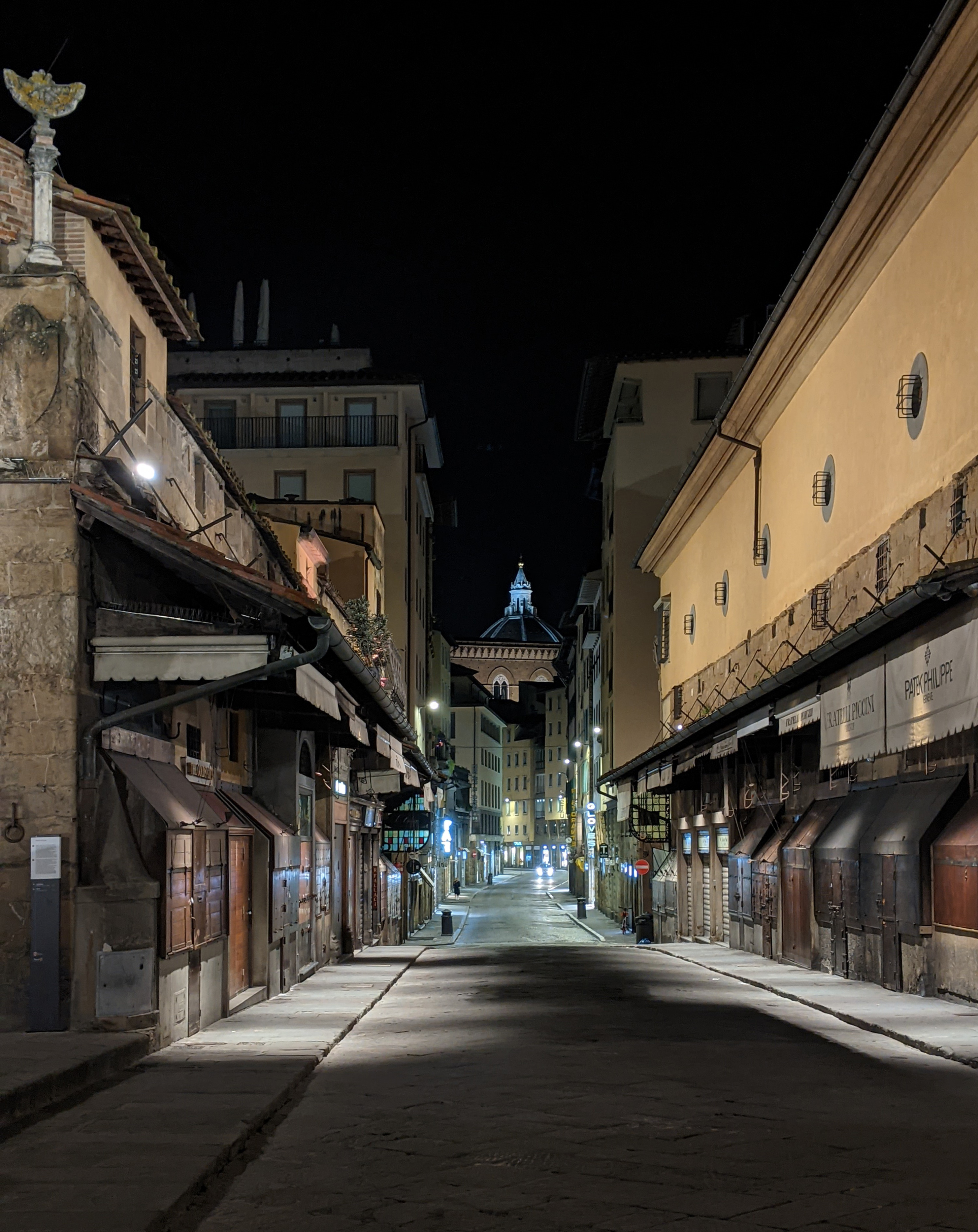
Veduta notturna

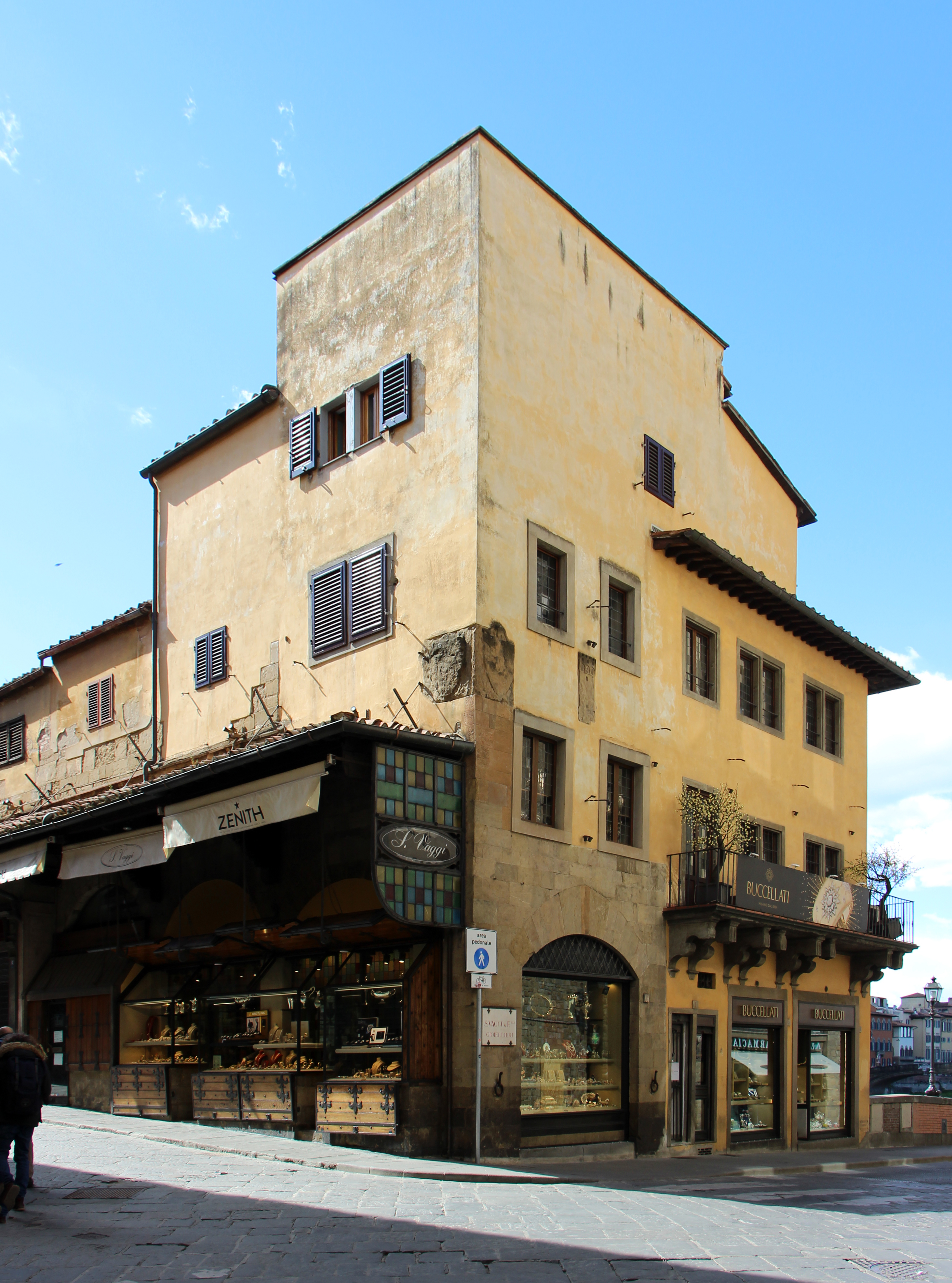
La testa di ponte nord-ovest

Casette appoggiate su un pilone a est